# Elektrofilní adice
Elektrofilní adice je typ adiční reakce, která je typická pro nenasycené uhlovodíky (alkeny a alkyny) a dochází při ní k rozpadu π-vazby mezi dvěma uhlíky na dvě σ-vazby. Reakce je iniciována elektrofilní částicí X+, která rozštěpí π-vazbu a vytvoří kovalentní vazbu s nenasycenou vazbou C=C bohatou na elektrony.
Elektrofilní částicí může být sloučenina, která dokáže disociovat na kladnou a zápornou částici (například voda, halogenovodíky, halogeny v přítomnosti Lewisovy kyseliny jako katalyzátoru a podobně). Rozlišuje se pak adice vody, adice halogenů, adice halogenovodíků, ozonolýzu a jiné.

## Mechanismus reakce
Dvoustupňový mechanismus

Dva kroky elektrofilní reakce

Mechanismus elektrofilní adice je dvoustupňový. V prvním stupni dochází k navázání elektrofilní částice na π-vazbu. Elektronový pár dvojné vazby vytvoří vazbu s kladnou částicí a na druhém uhlíku dvojné vazby se vytvoří částečný kladný náboj. Ve druhém kroku dochází k navázání nukleofilní částice (částice s volným elektronovým párem) na částečně kladný uhlík.
Markovnikovovo pravidlo
V případě adice na nesymetrický alken (například propen) je možný vznik dvou produktů, ale vzniká převážně ten, kde je kladná částice navázána na ten uhlík dvojité vazby, kde je více vodíků. Toto pravidlo se nazývá Markovnikovovo pravidlo.
Elektrofilní atak na aromatické sloučeniny vede spíše k elektrofilní aromatické substituci než k adiční reakci.

## Příklady

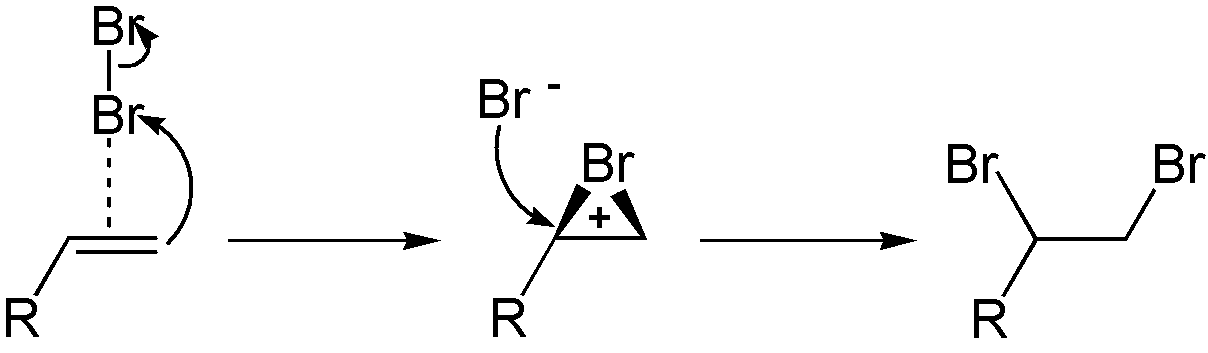
Adice bromu Br_{2} na alken - ve dvou krocích

### Adice halogenů na alkeny
Molekulární halogeny (Br, Cl, I) interagují s dvojnou vazbou alkenu ve dvoustupňovém mechanismu za vzniku jednoduché vazby alkanu.

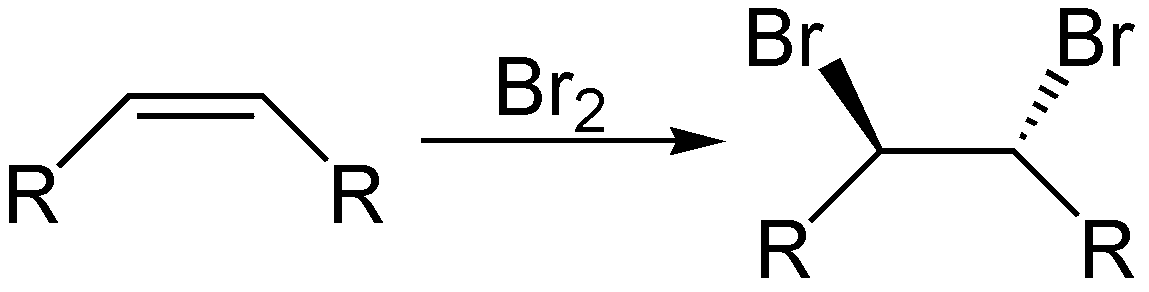
Adice bromu Br_{2} na alken - celková reakce

Při reakci Br2 se v prvním kroku ke dvojné vazbě mezi atomy uhlíku elektrofilně naváže iont Br+ a dojde k štěpení dvojné vazby za vzniku cyklického kationtu s krátkou životností. Ve druhém kroku iont Br− nukleofilně napadá kladný atom uhlíku za vzniku nasyceného dibromethanu.

### Adice halogenovodíků na alkeny

Adice bromovodíku HBr na alken

K alkenům se mohou adovat i halogenovodíkové kyseliny. I tato adice probíhá ve dvou krocích. V prvním kroku je iont H+ dané kyseliny připojen k dvojné vazbě. Ve druhém kroku se připojuje aniont kyseliny.
Při této adici mohou vzniknout dva různé produkty, které se liší polohou halogenu. Podle Markovnikovova pravidla je atom vodíku vždy vázán na atom uhlíku, který je bohatší na vodík.

### Adice vody na alkeny

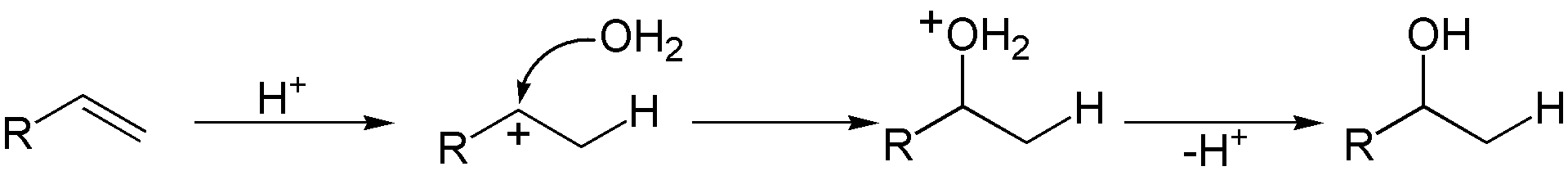
Adice vody H_{2}O na alken

Reakce alkenů s vodou obvykle nevede k očekávanému reakčnímu produktu - alkoholu. Proto je nutné reakci katalyzovat kyselým prostředím. V prvním kroku se k dvojné vazbě přidá iont H+ dané kyseliny. Vzniklý kationt uhlíku je pak dostatečně elektrofilní pro nukleofilní útok molekuly vody. 